# Siniff Bay
Die Siniff Bay ist eine Bucht an der Hobbs-Küste des westantarktischen Marie-Byrd-Lands. Sie liegt zwischen dem Verleger Point im Westen und dem Melville Point im Osten.
Das United States Geological Survey kartierte die Bucht anhand eigener Vermessungen und Luftaufnahmen der United States Navy zwischen 1959 und 1965. Das Advisory Committee on Antarctic Names benannte sie 1974 nach Donald B. Siniff, von 1971 bis 1972 Leiter der Mannschaft des United States Antarctic Research Program zur Untersuchung der Populationsdynamik von Weddellrobben am McMurdo-Sund und zuvor Teilnehmer der International Weddell Sea Oceanographic Expedition von 1967 bis 1968.